# Gasthaus zum Trauben

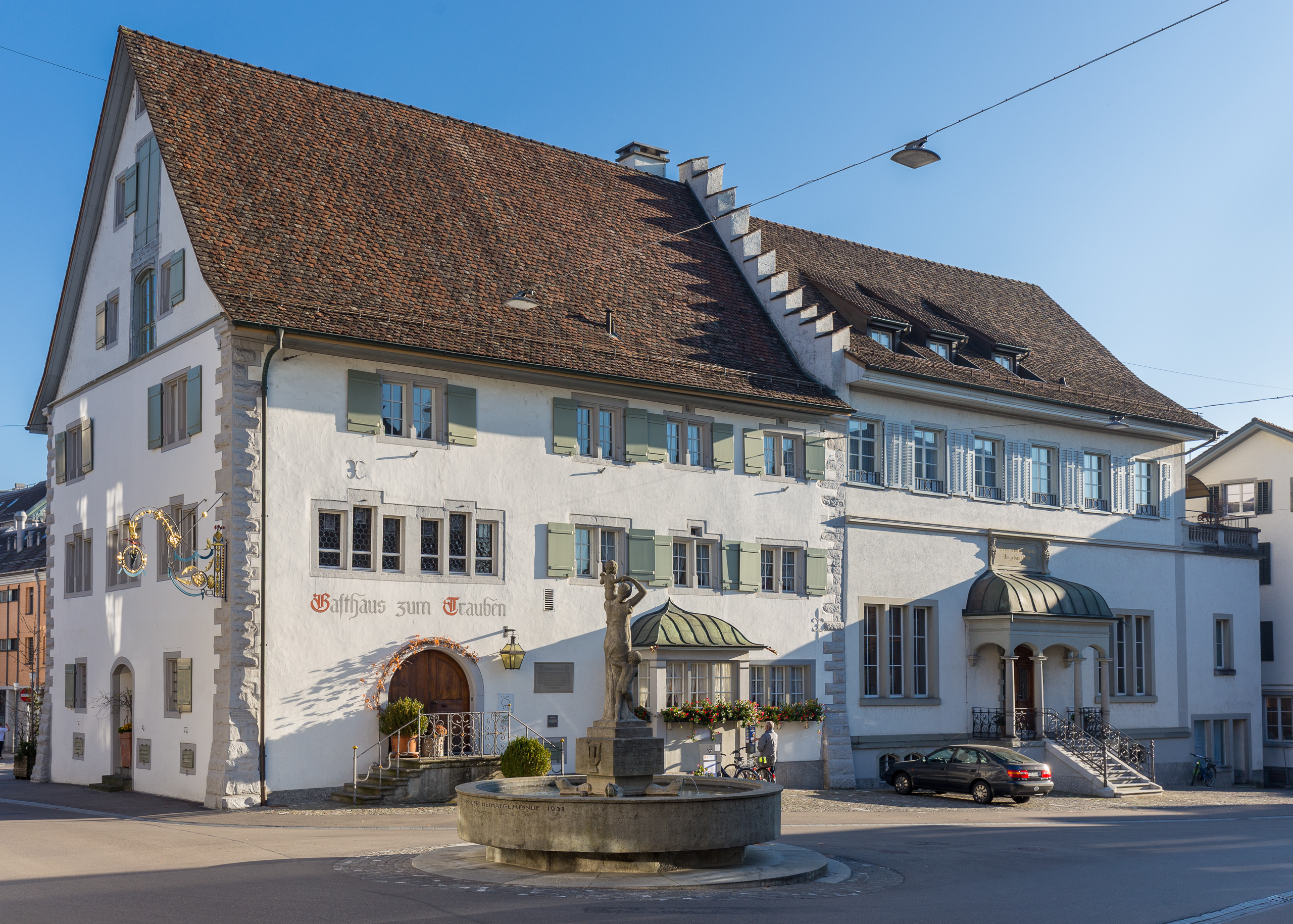
Gasthaus zum Trauben, Weinfelden

Das Gasthaus zum Trauben befindet sich am Rathausplatz in der Stadt Weinfelden im Schweizer Kanton Thurgau.

## Geschichte
Das heutige Gasthaus zum Trauben wurde 1550 für Sebastian Muntprat erbaut. Die Quartierhauptleute der acht thurgauischen Militärquartiere tagten ab 1619 unter dem Vorsitz des zürcherischen Obervogts in Weinfelden stets im Rathaus gegenüber. Das Gasthaus mit kleinem Zehntenhaus wurde 1649 von der Zürcher Herrschaft für 300 Gulden umgebaut. Danach trat der thurgauische Gerichtsherrenstand jährlich im Gasthaus zum Trauben zusammen. Die Gerichtsherrenstube befindet sich noch heute im 1. Stock. Paul Reinhart rief 1798 bei einer Volksversammlung auf dem Rathausplatz von der Treppe des Gasthauses zum Trauben die Freiheit des Thurgaus aus.
Im 19. Jahrhundert entstand anstelle des Zehntenhauses der Saaltrakt. 1959 wurde das Gebäude von einer Stiftung vor dem drohenden Abbruch gerettet. Seit 1981 befindet es sich im Eigentum der Bürgergemeinde. Das Gebäude gehört zu den Kulturgütern von Weinfelden und ist auch im Schweizerischen Inventar der Kulturgüter von nationaler Bedeutung als A-Objekt aufgeführt.